# (12343) Martinbeech
(12343) Martinbeech est un astéroïde de la ceinture principale.

## Description
(12343) Martinbeech est un astéroïde de la ceinture principale. Il fut découvert le 26 février 1993 à Kitt Peak par le projet Spacewatch. Il présente une orbite caractérisée par un demi-grand axe de 2,59 UA, une excentricité de 0,25 et une inclinaison de 3,2° par rapport à l'écliptique.

## Compléments